# Danh sách công trình cao nhất nước Mỹ

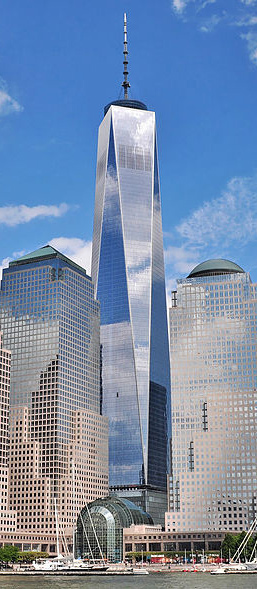
One World Trade Center tại thành phố New York là tòa nhà cao nhất đó anh làm chia sẻ nhân việc Hoa Kỳ

Danh sách công trình cao nhất nước Mỹ bao gồm tất cả tòa nhà cao trên 820 ft (250m) bởi chiều cao kiến trúc (bao gồm ăng-ten).
Tòa nhà chọc trời đầu tiên trên thế giới được xây dựng tại Chicago vào năm 1885. Kể từ đó, Hoa Kỳ đã trở thành nơi của một số tòa nhà cao nhất thế giới. Tại thành phố New York, đặc biệt là ở quận Manhattan, đây là nơi có đường chân trời cao nhất cả nước. Đáng chú ý, đã có 11 tòa nhà của Mỹ đã giữ danh hiệu tòa nhà cao nhất thế giới (9 ở New York). Thành phố New York và Chicago luôn là nơi tập trung của các tòa nhà chọc trời ở Mỹ.
Vào năm 2018, One World Trade Center ở New York được cao là tòa nhà cao nhất tại Hoa Kỳ. Tòa nhà có chiều cao là 1.792 ft (546m). Nhưng nếu đo chiều cao đến tầng cao nhất của tòa nhà (tầng quan sát) thì One World Trade Center đã bị vượt qua bởi Willis Tower ở Chicago (tên cũ là Sears Tower) và 432 Park Avenue.
Trước cuộc tấn công 11 tháng 9 tại thành phố New York, hai tòa tháp đôi Trung tâm Thương mại Thế giới chiếm vị trí thứ hai và ba trong danh sách dưới đây, ngay phía sau Willis Tower (không tính One World Trade Center). Nếu như không bị phá hủy, thì hai tòa tháp đôi này hiện tại sẽ đứng ở vị trí thứ ba và tư trong danh sách dưới đây.
Có rất nhiều tòa nhà siêu lớn được đề xuất và đang được xây dựng trên toàn quốc, tập trung ở thành phố New York và Chicago. Các dự án ở New York bao gồm Central Park Tower và 111 West 57th Street. Ở Chicago, các cấu trúc được đề xuất bao gồm Vista Tower ~95 tầng và ~1.186 ft (361m); Wolf Point Towers, Gateway Tower và một tháp được thiết kế bởi Rafael Vinoly. Các tòa nhà cao tầng khác được đề xuất hoặc đang xây dựng bao gồm Comcast Technology Center ở Philadelphia, Salesforce Tower ở San Francisco, One Bayfront Plaza và One Brickell City Centre ở Miami.

## Đã hoàn thành
Danh sách này được xếp theo công trình đã hoàn thành ở Hoa Kỳ có chiều cao ít nhất 820 ft (250m), dựa trên chiều cao tiêu chuẩn bao gồm tháp và kiến trúc.
Dấu bằng (=) theo thứ hạng cho biết cùng chiều cao giữa hai hoặc nhiều tòa nhà.
| Xếp hạng | Tòa nhà                             | Hình ảnh | Chiều cao        | Số tầng | Năm hoàn thành | Thành phố     | Ghi chú |
| -------- | ----------------------------------- | -------- | ---------------- | ------- | -------------- | ------------- | --- |
| 1        | One World Trade Center              |          | 541 m (1.775 ft) | 104     | 2014           | New York      | Hoàn thành vào ngày 3 tháng 11 năm 2014, là tòa nhà cao nhất Tây Bán Cầu và là tòa nhà cao thứ 6 thế giới.                                                                             |
| 2        | Tháp Willis                         |          | 443 m (1.453 ft) | 108     | 1974           | Chicago       | Trước đây được gọi là tháp Sears. Đây là tòa nhà cao nhất thế giới từ 1974 đến 1998. Đây là tòa nhà cao thứ hai ở Tây bán cầu và cao thứ 16 thế giới.                                  |
| 3        | 432 Park Avenue                     |          | 426 m (1.398 ft) | 88      | 2015           | New York      | Cao thứ 20 thế giới và là tòa nhà dân cư cao nhất thế giới. |
| 4        | Tháp và Khách sạn Quốc tế Trump     |          | 423 m (1.388 ft) | 98      | 2009           | Chicago       | Tòa nhà cao thứ 21 thế giới. |
| 5        | 30 Hudson Yards                     |          | 386 m            | 73      | 2019           | New York      | Tòa nhà cao Thứ 3 Thành phố New York |
| 6        | Tòa nhà Empire State                |          | 381 m (1.250 ft) | 102     | 1931           | New York      | Tòa nhà cao thứ 39 trên thế giới; tòa nhà cao nhất thế giới từ 1931 đến 1972; cấu trúc nhân tạo cao nhất thế giới 1931-1967; tòa nhà cao nhất Hoa Kỳ và thế giới trong những năm 1930. |
| 6        | Tòa nhà Bank of America             |          | 366 m (1.201 ft) | 55      | 2009           | New York      | Là tòa nhà cao thứ 4 ở New York. |
| 7        | Trung tâm Aon                       |          | 346 m (1.135 ft) | 83      | 1973           | Chicago       | Trước đây gọi là tòa nhà Standard Oil. |
| 8        | John Hancock Center                 |          | 344 m (1.129 ft) | 100     | 1969           | Chicago       | Còn có tên khác là 875 North Michigan Avenue. Đây là tòa nhà cao nhất thế giới trong những năm 50 của thế kỷ trước.                                                                    |
| 9        | Comcast Technology Center           |          | 342 m (1.122 ft) | 60      | 2018           | Philadelphia  | Tòa nhà cao nhất Philadelphia và bang Pennsylvania; tòa nhà cao nhất bên ngoài New York và Chicago.                                                                                    |
| 10       | Wilshire Grand Center               |          | 335 m (1.099 ft) | 73      | 2017           | Los Angeles   | Tòa nhà cao nhất ở Los Angeles và bang California. |
| 11       | Three World Trade Center            |          | 329 m (1.079 ft) | 80      | 2018           | New York      | |
| 12       | Salesforce Tower                    |          | 326 m (1.070 ft) | 60      | 2018           | San Francisco | Tòa nhà cao nhất San Francisco. |
| 13=      | Tòa nhà Chrysler                    |          | 319 m (1.047 ft) | 77      | 1930           | New York      | Tòa nhà cao nhất thế giới từ năm 1930 đến năm 1931; tòa nhà bằng gạch cao nhất thế giới                                                                                                |
| 13=      | Tòa nhà New York Times              |          | 319 m (1.047 ft) | 52      | 2007           | New York      | Tòa nhà cao tầng đầu tiên ở Hoa Kỳ có tường rèm chống nắng bằng gốm. |
| 14       | Bank of America Plaza               |          | 311 m (1.020 ft) | 55      | 1992           | Atlanta       | Tòa nhà cao nhất ở Atlanta. |
| 15       | Tháp U.S Bank                       |          | 310 m (1.020 ft) | 73      | 1989           | Los Angeles   | Tòa nhà cao thứ 2 ở Los Angeles; tòa nhà cao nhất thế giới có sân bay trực thăng trên mái nhà.                                                                                         |
| 16       | Franklin Center                     |          | 307 m (1.007 ft) | 60      | 1989           | Chicago       | |
| 17       | Tháp One57                          |          | 306 m (1.004 ft) | 75      | 2014           | New York      | |
| 18       | Tháp JPMorgan Chase                 |          | 305 m (1.001 ft) | 75      | 1982           | Houston       | Tòa nhà cao nhất Houston và bang Texas |
| 19       | Two Prudential Plaza                |          | 303 m (994 ft)   | 64      | 1990           | Chicago       | |
| 20       | Wells Fargo Plaza                   |          | 302 m (991 ft)   | 71      | 1983           | Houston       | |
| 21       | Four World Trade Center             |          | 298 m (978 ft)   | 72      | 2013           | New York      | Còn được gọi là 150 Greenwich Street. |
| 22       | Trung tâm Comcast                   |          | 297 m (974 ft)   | 58      | 2007           | Philadelphia  | Tòa nhà cao thứ 2 ở Philadelphia và bang Pennsylvania. |
| 23       | 311 South Wacker Drive              |          | 293 m (961 ft)   | 65      | 1990           | Chicago       | Tòa nhà bê tông cao nhất ở Hoa Kỳ. |
| 24       | American International Building     |          | 290 m (952 ft)   | 66      | 1932           | New York      | |
| 25       | 220 Central Park South              |          | 290 m (950 ft)   | 66      | 2017           | New York      | |
| 26       | Tháp Key                            |          | 289 m (948 ft)   | 57      | 1991           | Cleveland     | Tòa nhà cao nhất Cleveland và bang Ohio. |
| 27       | One Liberty Place                   |          | 288 m (945 ft)   | 61      | 1987           | Philadelphia  | |
| 28       | Trung tâm Columbia                  |          | 284 m (932 ft)   | 76      | 1985           | Seattle       | Tòa nhà cao nhất Seattle và bang Washington |
| 29       | Tòa nhà The Trump                   |          | 283 m (928 ft)   | 70      | 1930           | New York      | Tòa nhà cao nhất thế giới trong tháng 2 năm 1930. |
| 30       | Khách sạn Four Seasons              |          | 282 m (925 ft)   | 82      | 2016           | New York      | |
| 31       | Ngân hàng Bank of America           |          | 281 m (922 ft)   | 72      | 1985           | Dallas        | Tòa nhà cao nhất Dallas |
| 32       | Citigroup Center                    |          | 279 m (915 ft)   | 59      | 1977           | New York      | |
| 33       | Tháp Williams                       |          | 275 m (902 ft)   | 64      | 1983           | Houston       | |
| 34       | Tháp Renaissance                    |          | 270 m (890 ft)   | 56      | 1974           | Dallas        | |
| 35       | 10 Hudson Yards                     |          | 268 m (879 ft)   | 52      | 2016           | New York      | |
| 36       | Trung tâm Bank of America Corporate |          | 265 m (871 ft)   | 62      | 1992           | Charlotte     | Tòa nhà cao nhất Charlotte |
| 37       | 8 Spruce Street                     |          | 265m (870 ft)    | 76      | 2011           | New York      | Còn được gọi là Tháp Beekman |
| 38       | 900 North Michigan                  |          | 265 m (869 ft)   | 66      | 1989           | Chicago       | |
| 39=      | Tháp Panorama                       |          | 265 m (868 ft)   | 82      | 2017           | Miami         | Tòa nhà cao nhất Miami và bang Florida |
| 39=      | Tháp Chase                          |          | 265 m (868 ft)   | 60      | 1969           | Chicago       | |
| 40       | SunTrust Plaza                      |          | 264 m (866 ft)   | 60      | 1992           | Atlanta       | |
| 41       | Tháp Trump World                    |          | 262 m (860 ft)   | 72      | 2001           | New York      | Tòa nhà dân cư cao nhất thế giới từ năm 2000 đến năm 2002 |
| 42=      | Water Tower Place                   |          | 262 m (860 ft)   | 74      | 1976           | Chicago       | |
| 42=      | Aqua                                |          | 262 m (860 ft)   | 82      | 2009           | Chicago       | Tòa nhà cao nhất thế giới được thiết kế bởi phụ nữ. |
| 43       | Trung tâm Aon                       |          | 261 m (856 ft)   | 62      | 1974           | Los Angeles   | |
| 44       | Transamerica Pyramid                |          | 260 m (850 ft)   | 48      | 72             | San Francisco | Tòa nhà cao thứ 2 ở San Francisco. |
| 45       | Trung tâm Rockefeller               |          | 259 m (850 ft)   | 69      | 1933           | New York      | |
| 46       | Two Liberty Place                   |          | 258 m (846 ft)   | 58      | 1990           | Philadelphia  | |
| 47       | One Manhattan Square                |          | 258 m (846 ft)   | 72      | 2019           | New York      | |
| 48=      | Park Tower                          |          | 257 m (843 ft)   | 67      | 2000           | Chicago       | |
| 48=      | Tháp Devon Energy                   |          | 257 m (843 ft)   | 50      | 2012           | Oklahoma City | Tòa nhà cao nhất ở thành phố Oklahoma và bang Oklahoma; tòa nhà cao nhất ở Đồng Bằng Hoa Kỳ.                                                                                           |
| 49       | Tháp US Steel                       |          | 256 m (840 ft)   | 64      | 1970           | Pittsburgh    | Tòa nhà cao nhất ở Pittsburgh; tòa nhà sở hữu mái nhà lớn nhất thế giới. |
| 50       | 56 Leonard Street                   |          | 250 m (820 ft)   | 57      | 2016           | New York      | |

## Đang được xây dựng, đề xuất hoặc bị hủy bỏ

### Đang xây dựng
Danh sách này liệt kê các tòa nhà được xây dựng và lên kế hoạch tại Hoa Kỳ, có chiều cao hơn 690 ft (210m).
Cột "năm" trong danh sách là năm hoàn thành dự kiến của công trình.
| Xếp hạng | Tòa nhà                   | Hình ảnh | Thành phố        | Chiều cao        | Số tầng | Năm       | Ghi chú                                                                            |
| -------- | ------------------------- | -------- | ---------------- | ---------------- | ------- | --------- | ---------------------------------------------------------------------------------- |
| 1        | Tháp Central Park         |          | New York         | 472 m (1.549 ft) | 99      | 2019      | Còn được gọi là Tháp Nordstrom, 225 West 57th Street.                              |
| 2        | Tháp Steinway             |          | New York         | 438 m (1.437 ft) | 82      | 2021      | Còn được gọi là 111 West 57th Street.                                              |
| 3        | One Vanderbilt            |          | New York         | 427 m (1.401 ft) | 57      | 2020      | Khởi công vào tháng 9 năm 2015 và dự kiến hoàn thành năm 2020.                     |
| 4        | Two World Trade Center    |          | New York         | 410 m (1.350 ft) | 81      | 2021      |                                                                                    |
| 5        | 30 Hudson Yards           |          | New York         | 395 m (1.296 ft) | 92      | 2018-2019 | Khởi công xây dựng vào năm 2015.                                                   |
| 6        | Wanda Vista               |          | Chicago          | 365 m (1.198 ft) | 93      | 2020      | Được công bố vào tháng 7 năm 2014. Sẽ trở thành tòa nhà cao thứ ba ở Chicago.      |
| 7        | 45 Broad Street           |          | New York         | 340 m (1.120 ft) | 66      | 2018      |                                                                                    |
| 8        | 50 Hudson Yards           |          | New York         | 326 m (1.070 ft) | 62      | 2019      |                                                                                    |
| 9        | 9 DeKalb Avenue           |          | New York         | 325 m (1.066 ft) | 73      | 2019      |                                                                                    |
| 10       | 53W53                     |          | New York         | 320 m (1.050 ft) | 82      | 2018      | Khởi công xây dựng vào năm 2014.                                                   |
| 11       | 3 Hudson Boulevard        |          | New York         | 315 m (1.033 ft) | 66      | 2019      |                                                                                    |
| 12       | 35 Hudson Yards           |          | New York         | 308 m (1.010 ft) | 72      | 2019      |                                                                                    |
| 13       | One Manhattan West        |          | New York         | 303 m (994 ft)   | 67      | 2019      |                                                                                    |
| 14=      | 15 Hudson Yards           |          | New York         | 278 m (912 ft)   | 70      | 2018      |                                                                                    |
| 14=      | 125 Greenwich Street      |          | New York         | 278 m (912 ft)   | 77      | 2018      |                                                                                    |
| 15       | Trung tâm Oceanwide       |          | San Francisco    | 276 m (906 ft)   | 75      | 2020      |                                                                                    |
| 16       | 99 Hudson Street          |          | Thành phố Jersey | 272 m (892 ft)   | 76      | 2019      | Sẽ là tòa nhà cao nhất ở New Jersey sau khi hoàn thành.                            |
| 17       | One Grant Park            |          | Chicago          | 271 m (889 ft)   | 76      | 2019      |                                                                                    |
| 18       | One Bennett Park          |          | Chicago          | 271 m (889 ft)   | 67      | 2019      | Được chấp thuận vào năm 2014.                                                      |
| 19=      | Tháp Panorama             |          | Miami            | 255 m (837 ft)   | 81      | 2017-2018 | Khởi công xây dựng vào tháng 6 năm 2014.                                           |
| 19=      | Tháp Wall Street          |          | New York         | 255 m (837 ft)   | 61      | 2018-2019 | Khởi công xây dựng vào tháng 8 năm 2017.                                           |
| 20       | Tháp Rainier Square       |          | Seattle          | 249 m (817 ft)   | 59      | 2019      | Được đề xuất bởi Urban Visions và thiết kế bởi NBBJ. Được chấp thuận vào năm 2015. |
| 21       | Hudson's Site Development |          | Detroit          | 244 m (801 ft)   | 58      | 2022      |                                                                                    |
| 22       | One Dalton Street         |          | Boston           | 230 m (750 ft)   | 61      | 2017      | Còn được gọi là Khách sạn Four Seasons. Được xây dựng vào năm 2015.                |
| 23       | 250 South Street          |          | New York         | 210 m (690 ft)   | 56      | 2019      | Còn được gọi là One Manhattan Square.                                              |

### Đã phê duyệt và đề xuất

Tháp Gateway tại Chicago dự kiến sẽ là tòa nhà cao nhất Hoa Kỳ năm 2025

Danh sách này liệt kê các tòa nhà đã được phê duyệt và đề xuất dự án tại Hoa Kỳ, có chiều cao hơn 700 ft (213m).
| Tòa nhà                          | Thành phố        | Chiều cao        | Số tầng | Năm         | Ghi chú                                                                                                |
| -------------------------------- | ---------------- | ---------------- | ------- | ----------- | --- |
| Tháp Gateway                     | Chicago          | 610 m (2.000 ft) | 127     | 2025        | |
| Trung tâm Thompson Redevelopment | Chicago          | 520 m (1.710 ft) | 115     |             | |
| 80 South Street                  | New York         | 438 m (1.437 ft) | 113     |             | |
| Tribune East Tower               | Chicago          | 433 m (1.421 ft) |         |             | |
| 660 5th Avenue                   | New York         | 428 m (1.404 ft) |         |             | Trước đây được gọi là 666 5th Avenue.                                                                  |
| 2901 Arch Street                 | Philadelphia     | 366 m (1.201 ft) | 85      | 2025–2028   | Còn được gọi là Tháp Transit Terminal.                                                                 |
| Tháp Dallas Smart District       | Dallas           | 342 m (1.122 ft) | 78      | Khoảng 2020 | Tòa tháp văn phòng đề xuất sẽ cao nhất ở Texas.                                                        |
| 3101 Market Street               | Philadelphia     | 333 m (1.093 ft) | 70      | 2021–2025   | Còn được gọi là 3101 Market Street.                                                                    |
| Trung tâm One Brickell City      | Miami            | 319 m (1.047 ft) | 80      | Khoảng 2020 | Được đề xuất vào tháng 11 năm 2013 và được phê duyệt vào năm 2014 với dự kiến hoàn thành vào năm 2018. |
| 4/C                              | Seattle          | 313 m (1.027 ft) | 95      |             | Được đề xuất vào tháng 9 năm 2015 bởi Crescent Heights, được thiết kế bởi LMN Architects.              |
| One Bayfront Plaza               | Miami            | 308 m (1.010 ft) | 80      | Khoảng 2020 | |
| The Spiral                       | New York         | 306 m (1.004 ft) | 65      |             | |
| SkyRise Miami                    | Miami            | 305 m (1.001 ft) | 50      | 2020        | Được công bố vào tháng 11 năm 2013.                                                                    |
| Figueroa Centre                  | Los Angeles      | 297 m (974 ft)   | 66      | Khoảng 2020 | Sẽ trở thành tòa nhà cao thứ ba ở Los Angeles.                                                         |
| Wolf Point South Tower           | Chicago          | 290 m (950 ft)   | 80      |             | Được chấp thuận vào năm 2013.                                                                          |
| 98 14th Street                   | Atlanta          | 280 m (920 ft)   | 80      |             | Công bố năm 2013                                                                                       |
| Tháp Olympia 1                   | Los Angeles      | 260 m (850 ft)   | 65      | 2023        | Đề xuất khách sạn và khu dân cư                                                                        |
| 1000M                            | Chicago          | 254 m (833 ft)   | 74      |             | |
| 113 East Roosevelt (Giai đoạn 2) | Chicago          |                  | 76+     |             | Được chấp thuận ngày 19 tháng 11 năm 2015.                                                             |
| 113 East Roosevelt (Giai đoạn 1) | Chicago          | 253 m (830 ft)   | 76      |             | Được chấp thuận ngày 19 tháng 11 năm 2015.                                                             |
| 30 Journal Square                | Thành phố Jersey | 243 m (797 ft)   | 72      |             | Được chấp thuận vào tháng 8 năm 2016.                                                                  |
| Ross Perot Tower                 | Dallas           |                  | 70      |             | |
| Figat7th Tower                   | Los Angeles      |                  | 64      | Khoảng 2020 | Không gian văn phòng đề xuất.                                                                          |
| Wolf Point East Tower            | Chicago          | 228 m (748 ft)   | 60      |             | Được chấp thuận vào năm 2013.                                                                          |
| Tháp Olympia 2                   | Los Angeles      | 225 m (738 ft)   | 53      | Khoảng 2020 | Còn được gọi là 1015 W. Olympic Blvd. Khách sạn và khu dân cư được đề xuất.                            |
| Tháp Bắc 6AM                     | Los Angeles      | 223 m (732 ft)   | 58      | Khoảng 2020 | Đề xuất khách sạn và khu dân cư                                                                        |
| 3125 JFK Boulevard               | Philadelphia     | 221 m (725 ft)   | 48      |             | |
| Tháp 1300 S. Figueroa            | Los Angeles      |                  | 53      | 2020        | Khách sạn Trung tâm Hội nghị Los Angeles.                                                              |
| 1045 S. Olive Street             | Los Angeles      | 217 m (712 ft)   | 50      | Khoảng 2020 | Đề xuất khách sạn và khu dân cư.                                                                       |
| Tháp Nam 6AM                     | Los Angeles      | 216 m (709 ft)   | 50      | Khoảng 2020 | Đề xuất khách sạn và khu dân cư.                                                                       |
| 3001 JFK Boulevard               | Philadelphia     | 215 m (705 ft)   | 45      |             | |
| 12 East 37th Street              | New York         | 213 m (699 ft)   | 65      |             | Chiều cao chính xác chưa được công bố.                                                                 |

### Bị hủy bỏ
Danh sách này liệt kê các tòa nhà đã bị hủy bỏ tại Hoa Kỳ, có chiều cao hơn 374 ft (114m).
Cột "năm" trong danh sách là năm tòa nhà bị hủy bỏ đề xuất.
| Tòa nhà                                    | Thành phố    | Chiều cao        | Số tầng | Năm   | Ghi chú |
| ------------------------------------------ | ------------ | ---------------- | ------- | ----- | --- |
| Trung tâm Thương mại Thế giới Chicago      | Chicago      | 762 m (2.500 ft) | 210     | 1990s | Đề xuất vào năm 1982 và bị hủy bỏ vào những năm 1990.                                                             |
| 7 South Dearborn                           | Chicago      | 610 m (2.000 ft) | 112     | 2000  | Được chấp thuận vào năm 1999 và bị hủy vào năm 2000.                                                              |
| Chicago Spire                              | Chicago      | 610 m (2.000 ft) | 150     |       | |
| Miglin-Beitler Skyneedle                   | Chicago      | 610 m (2.000 ft) | 125     | 1990s | Được đề xuất vào năm 1988 và bị hủy bỏ vào những năm 1990.                                                        |
| Tháp đôi cũ Chicago                        | Chicago      | 610 m (2.000 ft) | 120     | 2014  | Đề xuất ngày tháng 7 năm 2011 và được chấp thuận ngày 18 tháng 7 năm 2013 sau đó đã hủy tháng 12 năm 2014.        |
| Tháp Phoenix                               | Phoenix      | 516 m (1.693 ft) | 144     |       | |
| Trung tâm thương mại Hoa Kỳ                | Philadelphia | 460 m (1.510 ft) | 89      | 2009  | Sẽ là tòa nhà cao nhất Hoa Kỳ theo chiều cao chính thức và cao thứ 2 bởi chiều cao cao nhất đứng sau Tháp Willis. |
| Khách sạn &Tháp Waldorf-Astoria Residence  | Chicago      | 414 m (1.358 ft) | 111     | 2012  | Dự kiến trong năm 2009 và bị hủy bỏ vào năm 2012.                                                                 |
| Mandarin Oriental                          | Chicago      | 283 m (928 ft)   | 74      | 2009  | Đã hủy trong năm 2009.                                                                                            |
| 180 Allyn Street                           | Hartford     | 267 m (876 ft)   | 59      | 1991  | |
| Bảo tàng Louisville Plaza                  | Louisville   | 214 m (702 ft)   | 62      | 2011  | Lần đầu tiên công bố tháng 2 năm 2006; được khởi công ngày 25 tháng 10 năm 2007 và ngưng xây dựng năm 2011.       |
| Tòa nhà Landmark Capitol                   | Phoenix      | 201 m (659 ft)   | 49      |       | |
| Tòa nhà Hercules                           | Wilmington   | 183 m (600 ft)   | 42      |       | Nếu tòa nhà này được xây dựng, tòa nhà sẽ trở thành tòa nhà cao nhất giữa Philly và Charlotte.                    |
| Tháp thành phố Buffalo                     | Buffalo      | 183 m (600 ft)   | 40      |       | Đề xuất năm 2006 và đã bị hủy bỏ do tai ương tài chính của nhà phát triển, BSC Group.                             |
| Toll Brother 1                             | Phoenix      | 152 m (499 ft)   | 50      |       | |
| Toll Brother 2                             | Phoenix      | 152 m (499 ft)   | 50      |       | |
| Tháp Trung tâm Thành phố                   | Phoenix      | 152 m (499 ft)   | 50      |       | |
| SWDG Condominiums Tower 1                  | Phoenix      | 152 m (499 ft)   | 51      |       | |
| SWDG Condominiums Tower 2                  | Phoenix      | 152 m (499 ft)   | 44      |       | |
| Paetec Tower                               | Rochester,NY |                  | 40      | 2012  | |
| The W Phoenix                              | Phoenix      | 137 m (449 ft)   | 39      |       | |
| Century Plaza 2                            | Phoenix      | 137 m (449 ft)   | 40      |       | |
| Century Plaza 3                            | Phoenix      | 137 m (449 ft)   | 40      |       | |
| Metro Lofts                                | Phoenix      | 132 m (433 ft)   | 40      |       | |
| The Pin                                    | Phoenix      | 131 m (430 ft)   | 49      |       | |
| Rochester Time Square                      | Rochester,MN | 130 m (430 ft)   | 35      | 1998  | |
| Copper Pointe 1                            | Phoenix      | 125 m (410 ft)   | 40      |       | |
| Copper Pointe 2                            | Phoenix      | 125 m (410 ft)   | 40      |       | |
| Copper Pointe 3                            | Phoenix      | 125 m (410 ft)   | 40      |       | |
| Tháp Star States                           | Wilmington   | 120 m (390 ft)   | 25      |       | Nếu được xây dựng, tòa nhà sẽ trở thành tòa nhà cao nhất ở Wilmington.                                            |
| Khách sạn Omaha Marriott                   | Omaha        | 115 m (377 ft)   | 28      |       | |
| Central Park East                          | Phoenix      | 114 m (374 ft)   | 38      |       | |
| Trung tâm Park Place Arizona (Giai đoạn 2) | Phoenix      | 114 m (374 ft)   | 38      |       | |
| Tháp WallStreet                            | Omaha        | 114 m (374 ft)   | 32      |       | |

## Đã bị phá hủy
Danh sách này được liệt kê 10 tòa nhà cao nhất bị phá hủy tại Hoa Kỳ.
| Tòa nhà                         | Hình ảnh | Thành phố    | Chiều cao        | Số tầng | Năm hoàn thành | Năm phá hủy | Ghi chú |
| ------------------------------- | -------- | ------------ | ---------------- | ------- | -------------- | ----------- | --- |
| 1 Trung tâm Thương mại Thế giới |          | New York     | 417 m (1.368 ft) | 110     | 1972           | 2001        | Bị phá hủy trong sự kiện 11 tháng 9; tòa nhà cao nhất thế giới từ năm 1972 đến năm 1974.                   |
| 2 Trung tâm Thương mại Thế giới |          | New York     | 415 m (1.362 ft) | 110     | 1973           | 2001        | Bị phá hủy trong sự kiện 11 tháng 9.                                                                       |
| Tòa nhà Singer                  |          | New York     | 187 m (614 ft)   | 47      | 1908           | 1968        | Được thay thế bởi tòa nhà One Liberty Plaza; tòa nhà cao nhất thế giới từ năm 1908 đến năm 1909.           |
| 7 Trung tâm Thương mại Thế giới |          | New York     | 174 m (571 ft)   | 47      | 1987           | 2001        | Bị phá hủy trong sự kiện 11 tháng 9.                                                                       |
| Khách sạn Morrison              |          | Chicago      | 160 m (520 ft)   | 45      | 1926           | 1965        | Được thay thế bởi tháp Chase.                                                                              |
| Tòa nhà Deutsche Bank           |          | New York     | 158 m (518 ft)   | 39      | 1974           | 2011        | Tháo dỡ vì thiệt hại từ sự kiện 11 tháng 9.                                                                |
| One Meridian Plaza              |          | Philadelphia | 150 m (490 ft)   | 38      | 1972           | 1999        | Tháo dỡ vì thiệt hại từ vụ hỏa hoạn năm 1991.                                                              |
| Tòa nhà City Investing          |          | New York     | 148 m (486 ft)   | 33      | 1908           | 1968        | Được thay thế bởi tòa nhà One Liberty Plaza.                                                               |
| Cửa hàng bách hóa JL Hudson     |          | Detroit      | 125 m (410 ft)   | 29      | 1911           | 1998        | Tòa nhà cao nhất từng bị đặt bom để phá hủy; cửa hàng bách hóa cao nhất thế giới tại thời điểm hoàn thành. |
| Tòa nhà First National Bank     |          | Pittsburgh   | 118 m (387 ft)   | 26      | 1912           | 1970        | Được thay thế bởi tòa nhà One PNC Plaza.                                                                   |